# Consulat général d'Italie à Metz
Le Consulat Général d’Italie à Metz est une représentation consulaire de la République italienne en France. Il est situé au 7, boulevard Georges-Clemenceau, à Metz, en Moselle.

## Chefs du Consulat Général d'Italie à Metz depuis 1949
- Gino Busi (5/1949 - 9/1949)
- Lamberto Forino (10/1949 - 11/1952)
- Lorenzo Sabbatucci (2/1952 - 11/1954)
- Elio Pascarelli (5/1955 - 10/1958)
- Salvatore Saraceno (11/1958 - 5/1962)
- Marco Fortini (8/1962 - 11/1964)
- Antonio Leone (1/1965 - 1/1968)
- Francesco Olivieri (2/1968 - 6/1973)
- Eros Vicari (8/1974 - 2/1978)
- Ugo Aldrighetti (8/1978 - 9/1983)
- Nardo Oliveti (9/1983 - 8/1987)
- Pietro Brancoli Busdraghi (9/1987 - 4/1991)
- Carlo Cornacchia (4/1991 - 11/1994)
- Carlo Gambacurta (12/1994 - 1/1999)
- Michele di Stolfo (1/1999 - 6/2002)
- Gerardo Girardo Crocini (8/2002 - 6/2005)
- Salvatore Mallimaci (8/2005 - 1/2009)
- Edoardo Capone (2/2009 - 8/2009, chargé de l'interim)
- Marco Tornetta (9/2009 - 8/2013)
- Emilia Coviello (9/2013 - 6/2014, chargée de l'interim)
- Gerardo Bellantone (7/2014 - 08/2016)
- Adolfo Barattolo (9/2016 - 2020)
- Emilio Lolli (2020-2023)
- Antonella Fontana (2023 - présent)